# Ranunculus meinshausenii
Ranunculus meinshausenii är en ranunkelväxtart som beskrevs av Alexander Gustav von Schrenk. Ranunculus meinshausenii ingår i släktet ranunkler, och familjen ranunkelväxter. Inga underarter finns listade i Catalogue of Life.